# Джарвис, Эндрю
Э́ндрю Га́рри Джа́рвис (англ. Andrew Harry Jarvis, имя при рождении Андре́ас Га́рри Яви́с (англ. Andreas Harry Giavis); 7 апреля 1890, Магулиана, Аркадия, Пелопоннес, Греция — 22 февраля 1990, Портсмут, Нью-Гэмпшир, США) — американский политик-республиканец, мэр города Портсмут (1958—1959, первый грек на этом посту), член исполнительного совета Нью-Гэмпшира (1961—1963). Являлся членом Американо-греческого прогрессивного просветительского союза (AHEPA), в том числе его Верховным Секретарём (1931—1932). Был успешным ресторатором, а также филантропом. Входит в число самых известных и влиятельных греков Портсмута, одна из улиц которого носит его имя.

## Биография

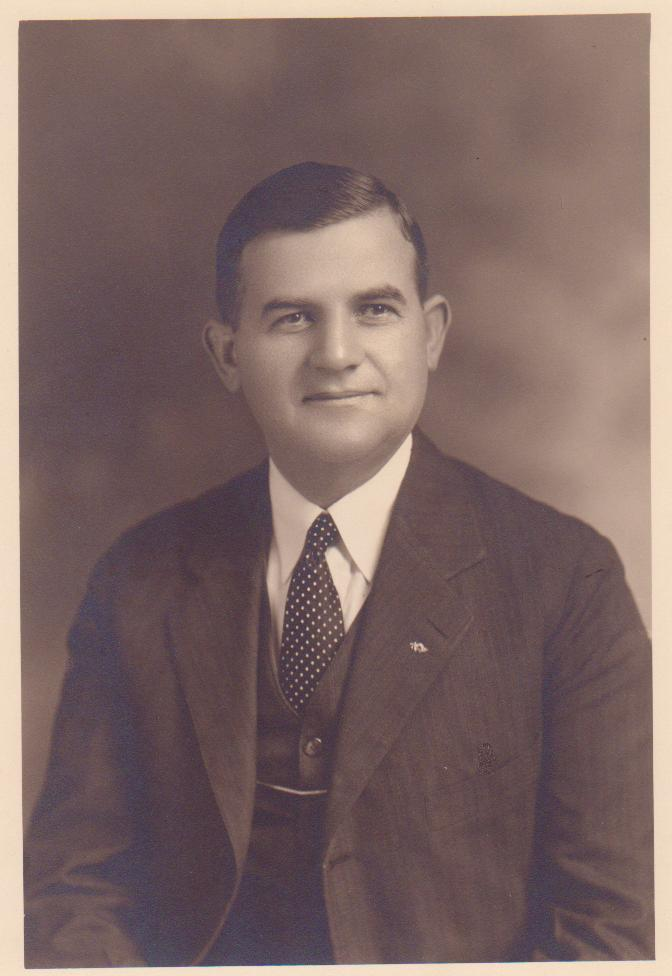
Эндрю Джарвис в начале 1930-х годов

Родился 7 апреля 1890 года в деревне Магулиана (Аркадия, Пелопоннес, Греция).
В начале 1900-х годов семья Андреаса иммигрировала в США, прибыв вначале в Нью-Йорк, а позже переехав в Лоуэлл (Массачусетс).
В течение последующих десяти лет освоил английский язык и получил образование в вечерней школе.
В 1913 году открыл свой первый ресторан «Jarvis Cafeteria» в Портсмуте (Нью-Гэмпшир), а на протяжении следующих нескольких десятилетий это был ряд других ресторанов и магазинов сладостей/мороженого в Портсмуте, Лоренсе (Массачусетс) и Брансуике (Мэн). Помимо «Jarvis Cafeteria» был владельцем «Rockingham Hotel», «Jarvis Restaurant», «Apollo Lunch Company», «Jarvis Tea Room» и «The Market Square Pub».
В 1958—1959 годах — мэр Портсмута.
В 1961—1963 годах — член исполнительного совета Нью-Гэмпшира.
По причине сильного греческого акцента при разговоре на английском языке отказался от рекомендации баллотироваться в губернаторы Нью-Гэмпшира.
В 1956 году был делегатом Национального собрания Республиканской партии.
С начала 1920-х годов до своей смерти встречался со всеми президентами-республиканцами США, и работал в избирательных кампаниях Дуайта Эйзенхауэра, Ричарда Никсона, Джеральда Форда и Джорджа Буша-старшего. Был близким другом сенатора Стайлза Бриджеса.
В начале 1980-х годов племянник вышедшего на пенсию Джарвиса принял на себя руководство рестораном в Портсмуте.
Являлся членом многочисленных организаций, в том числе «Rotary International» и местной масонской ложи. В память о супругах Эндрю и Грэйс Джарвисов Ротари-клуб Портсмута ежегодно проводит памятную дорожную гонку.
Оказывал поддержку многим благотворительным организациям.
Ротари-клуб Портсмута планировал отпраздновать 100-летний юбилей Джарвиса, однако он умер 22 февраля 1990 года. Вместо этого было проведено торжественное мероприятие, на котором его дочь Кэтрин (1924—2013) выступила с речью о жизни своего отца.
В 1946 году Джарвис стал одним из членов-учредителей организации «American Friends of the Blind in Greece» (рус. Американские друзья слепых в Греции, сокр. AFBG), открывшей школу и музей для слепых в Греции на пожертвования американских греков. В своё время у его ещё маленькой дочери Кэтрин подозревали потерю зрения. После этого у Джарвиса и возникло намерение помогать слепым, проживающим на его родине в Греции. До самой смерти занимал должность президента AFBG.

## Титулы
- Президент Ротари-клуба Портсмута;
- Член и Верховный Секретарь AHEPA;
- Президент приходского совета греческой православной церкви Святого Николая в Портсмуте, одним из основателей которой он был;
- Масон 32-й степени (Древний и принятый шотландский устав);
- Президент Красного Креста Портсмута;
- Член Национальной ассоциации ресторанов[англ.].
- и др.

## Личная жизнь
В браке с Грэйс Трент Джарвис имел дочь Кэтрин.
Кэтрин Присцилла Джарвис продолжала деятельность своего отца, в том числе в течение 25 лет занималась ресторанным бизнесом, а также благотворительностью.